# 22148 Francislee
22148 Francislee (2000 WH46) là một tiểu hành tinh vành đai chính được phát hiện ngày 21 tháng 11 năm 2000 bởi nhóm nghiên cứu tiểu hành tinh gần Trái Đất phòng thí nghiệm Lincoln ở Socorro.